# Banana shot

A incrível curva feita pela bola no gol de falta marcado pelo Roberto Carlos desafiou as leis da física.

Banana shot foi como ficou conhecido um famoso gol marcado pelo ex-futebolista brasileiro Roberto Carlos no dia 3 de junho de 1997, aos 21 minutos do primeiro tempo da partida em que a Seleção Brasileira empatou com a Seleção Francesa por 1x1 na partida de abertura do Torneio da França, realizada no Stade de Gerland, em Lyon. O lance ganhou o nome de "Banana Shot" por conta da trajetória que a bola fez após ser chutada.
No lance, o lateral brasileiro cobrou uma falta a 35 metros de distância do gol do arqueiro francês Fabien Barthez, com um chute de trivela que permitiu com que a bola, que alcançou a velocidade de 130km/h, fizesse uma curva incrível que "desafiou a física". Por conta disso, esse lance motivou uma série de estudos e análises sobre a aerodinâmica e a trajetória da bola Muitos desses estudos chegam a descrever a curva da bola como um "milagre".
Em 2015, a plataforma de videoaulas Ted-Ed (Tecnologia, Entretenimento e Design) publicou um vídeo, explicando cientificamente como a bola passou por fora da barreira e fez uma curva que surpreendeu o goleiro francês. De acordo com o vídeo, como Roberto Carlos bateu de lado na bola e com uma determinada força — a bola atingiu mais de 100 km/h —, ele acabou aplicando um efeito contrário (esquerda) à direção (direita) do chute. O giro da bola provocado pelo chute criou uma diferença de pressão em volta dela — pressão alta à direita e pressão baixa à esquerda — fazendo a bola ir para a esquerda e tomar a direção do gol. É o chamado efeito Magnus. Esse comportamento, inclusive, é o mesmo que permite os gols olímpicos acontecerem.

## Cultura popular

### Mídia
| Data       | Programa                         | Canal             | Ref.        |
| ---------- | -------------------------------- | ----------------- | ----------- |
| 16/05/2010 | Documentário "A Ciência do Gol"  | Discovery Channel | [ 8 ] [ 9 ] |
|            | Documentário "Mistérios da Bola" | Discovery Channel |             |

### Menção em listas de melhores gols da história
| Ano  | Lista                                                    | Revista/Site              | Posição       | Ref.   |
| ---- | -------------------------------------------------------- | ------------------------- | ------------- | ------ |
| 2011 | 100 Best Goals Ever                                      | Bleacher Report community | 6.ª Posição   | [ 10 ] |
| 2011 | The 100 greatest football moments of all time            | footballpantheon.com/     | 100.ª posição | [ 11 ] |
| 2014 | 12 of the Most Mind Blowing Goals From Impossible Angles | 90min.com                 | 1.ª posição   | [ 12 ] |
| 2014 | 10 of the best goals world football has ever seen        | Daily Record              |               | [ 13 ] |
| 2015 | Os 10 maiores canhões da história do futebol             | 90min.com                 | 7.ª posição   | [ 14 ] |
| 2016 | Maiores Gols de Falta de Todos os Tempos                 | Revista Mundo Estranho    | 1.ª Posição   | [ 15 ] |